# ميجان هيوز
ميجان هيوز (بالإنجليزية: Megan Hughes) هي دراجة بريطانية، ولدت في 5 يناير 1977.

## وصلات خارجية
- ميجان هيوز على موقع أرشيف الدراجات (الإنجليزية)
- ميجان هيوز على موقع إحصائيات الدراجات الإحترافية (الإنجليزية)
- ميجان هيوز على موقع اتحاد ألعاب الكومنولث (مؤرشف) (الإنجليزية)